# ژیلت
ژیلت (به انگلیسی: Gillette) شرکت محصولات مراقبت‌های شخصی آمریکایی است، که در سال ۱۹۰۱ توسط کینگ سی. ژیلت تأسیس شد و هم‌اکنون یکی از برندهای شرکت پروکتر اند گمبل به‌شمار می‌آید، که برای تولید تیغ خودتراش و سایر محصولات بهداشتی استفاده می‌شود.
دفتر مرکزی شرکت ژیلت که در بوستون در ایالت ماساچوست، واقع است، در سال ۲۰۰۵ در شرکت پروکتر اند گمبل ادغام شد و دیگر شرکت ژیلت موجودیت ندارد. در اثر این اقدام، بزرگ‌ترین شرکت تولیدکننده محصولات بهداشتی و خانواده به وجود آمد. محصولات ژیلت بین دو بخش زیبایی و خانواده در شرکت پروکتر اند گمبل تقسیم شدند. در ایران نیز یک شرکت به عنوان نماینده انحصاری پروکتر اند گمبل، توزیع انواع محصولات ژیلت را به عهده دارد.

## تاریخچه

#### تأسیس و سال‌های اولیه

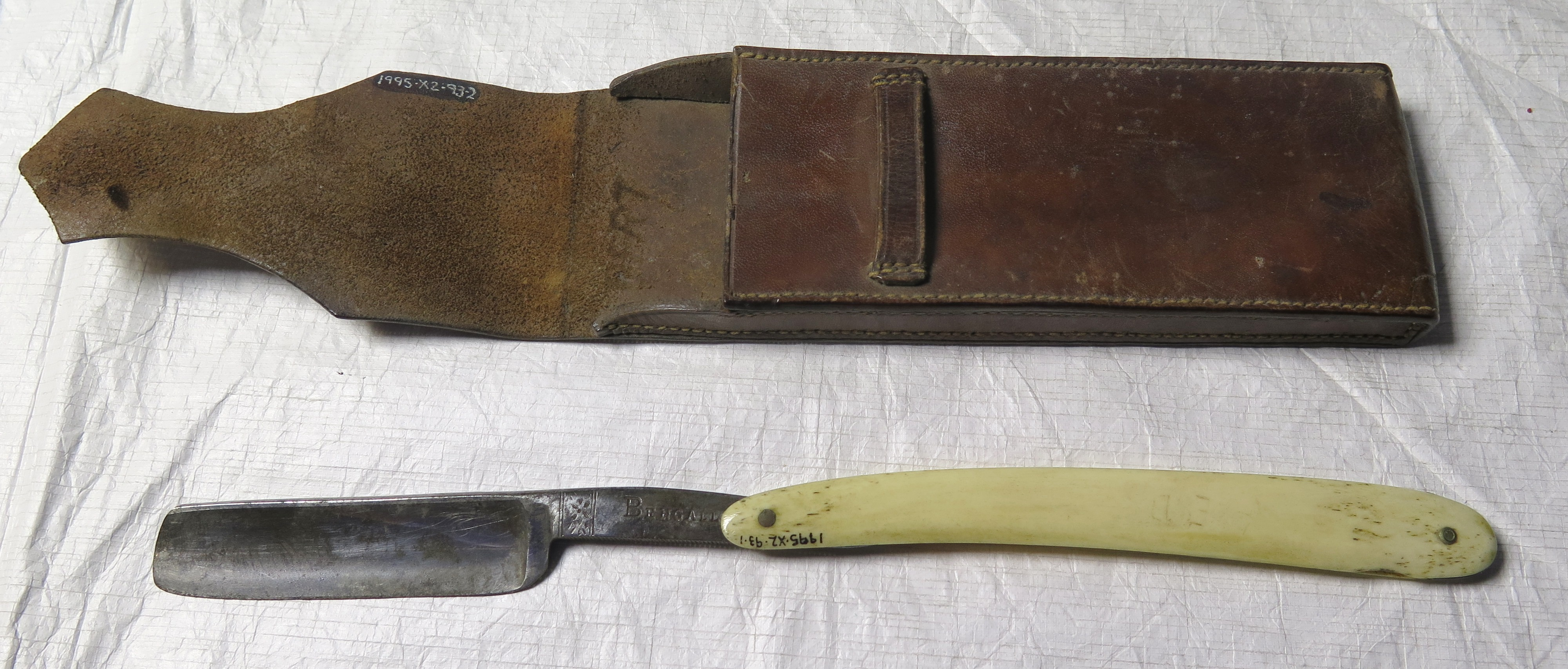
نمونه یک تیغ قدیمی

شرکت و برند ژیلت از اواخر قرن نوزدهم سرچشمه گرفت، زمانی که King Camp Gillette فروشنده و مخترع، ایده یک تیغ ایمنی که از تیغه‌های یکبار مصرف استفاده می‌کرد را مطرح کرد. تیغ‌های اصلاح در آن زمان اساساً همان تیغ‌های تاشوی سلمانی بودند که تیغه باید قبل از هر اصلاح تیز می‌شد.
اختراع ژیلت الهام گرفته از مربی او William Painter در شرکت Crown Cork & amp; Seal بود، کسی که ابداع‌کننده «تشتک بطری» شناخته می‌شود. William Painter ژیلت را تشویق کرد تا چیزی بیاورد که مانند تشتک پس از استفاده دور انداخته شود.
در حالی که ژیلت در سال ۱۸۹۵ این ایده را مطرح کرد، توسعه این مفهوم به یک مدل کاری و نقشه‌هایی که می‌توانست به اداره ثبت اختراع ارسال شود، شش سال طول کشید. ژیلت در یافتن کسی که قادر به توسعه روشی برای تولید تیغه‌ها از ورق فولادی نازک باشد مشکل داشت، اما سرانجام ویلیام امری نیکرسون، فارغ‌التحصیل MIT با مدرک شیمی را پیدا کرد.
ژیلت و دیگر اعضای این پروژه، شرکت آمریکایی تیغ ایمنی را در ۲۸ سپتامبر ۱۹۰۱ تأسیس کردند. این شرکت در تأمین بودجه با مشکلاتی روبرو بود تا اینکه جان جویس، دوست قدیمی ژیلت، مبلغ لازم را برای شروع تولید شرکت سرمایه‌گذاری کرد. تولید به آرامی در سال ۱۹۰۳ آغاز شد. در اولین سال فعالیت خود، این شرکت ۵۱ دسته تیغ و ۱۶۸ تیغ فروخته بود، اما در سال دوم فروش به ۹۰٬۸۸۴ دسته و ۱۲۳٬۶۴۸ تیغ افزایش یافت. این شرکت در سال ۱۹۰۴ به شرکت تیغ ایمنی ژیلت تغییر نام داد و به سرعت شروع به گسترش در خارج از ایالات متحده کرد. در سال ۱۹۰۵ این شرکت یک دفتر فروش در لندن و یک کارخانه تولید تیغه در پاریس افتتاح کرد و تا سال ۱۹۰۶ ژیلت یک کارخانه تیغه در کانادا، یک عملیات فروش در مکزیک و یک شبکه توزیع اروپایی داشت که در بسیاری از کشورها از جمله روسیه به فروش می‌رسید.

#### دهه ۱۹۲۰ و جنگ جهانی اول

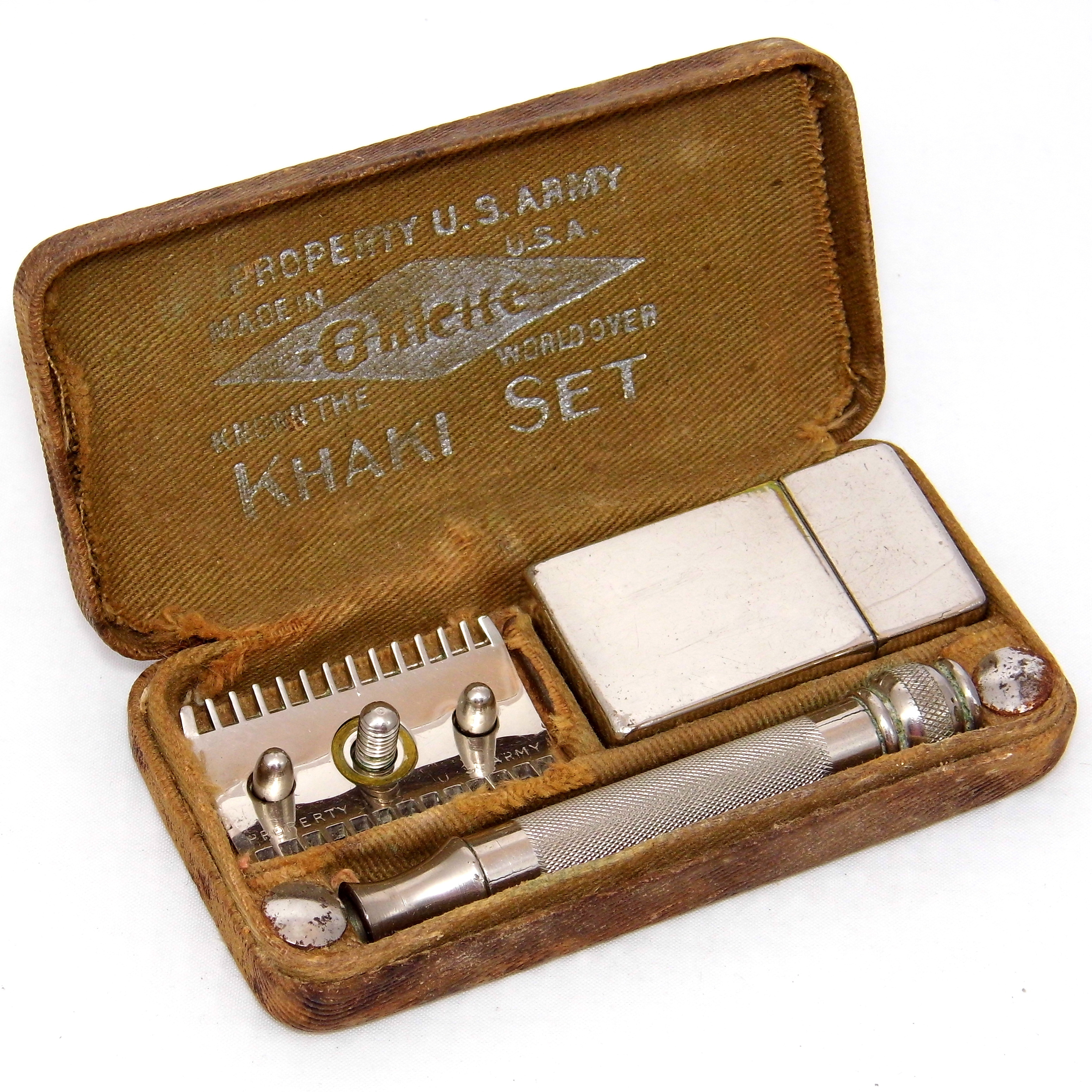
Khaki Set (ست خاکی): مجموعه تیغ ایمنی که توسط ژیلت برای ارتش ایالات متحده در طول جنگ جهانی اول تولید شد

با توجه به استراتژی قیمت‌گذاری حساب شده، فروش شرکت ژیلت Safety Razor از سال ۱۹۰۸ تا ۱۹۱۶ با سرعت متوسطی رشد کرد. تیغ‌های یکبار مصرف هنوز یک محصول واقعی در بازار انبوه نبودند و آرایشگاه‌ها اصلاح خود را با همان تیغ قدیمی ادامه می‌دادند. در ایالات متحده آن روزها داشتن ته‌ریش غیر معمول نبود اما زمانی که ایالات متحده در سال ۱۹۱۷ علیه قدرت‌های مرکزی اعلام جنگ کرد، این وضعیت تغییر کرد. مقررات نظامی هر سرباز را ملزم می‌کرد که کیت اصلاح خود را تهیه کند، و کیت جمع‌وجور ژیلت با تیغه‌های یکبار مصرف از رقبایی که پیش از اصلاح تیغ‌های آن‌ها نیاز به تیز کردن داشتند، پیشی گرفت. ژیلت تیغ خود را با طراحی یک جعبه نظامی که با نشان‌های ارتش و نیروی دریایی ایالات متحده تزئین شده بود به بازار عرضه کرد و در سال ۱۹۱۷ این شرکت ۱٫۱ میلیون تیغ به فروش رساند.
در سال ۱۹۱۸، ارتش ایالات متحده شروع به صدور کیت اصلاح ژیلت برای هر نظامی آمریکایی کرد. فروش ژیلت به ۳٫۵ میلیون دسته تیغ و ۳۲ میلیون تیغ افزایش یافت. در نتیجه، میلیون‌ها نیروی نظامی به اصلاح روزانه با استفاده از تیغ ژیلت عادت کردند. پس از جنگ، ژیلت از آن در بازاریابی داخلی خود استفاده کرد و تبلیغ برای تقویت عادت به دست آمده در طول جنگ را آغاز کرد.
حق اختراع اولیه ژیلت در نوامبر ۱۹۲۱ منقضی می‌شد و برای اینکه از رقابت‌های آتی جلوتر بماند، این شرکت در بهار ۱۹۲۱ تیغ جدید بهبود یافته ژیلت را معرفی کرد و به ساختار قیمت گذاری تیغ روی آورد که این شرکت امروزه به آن معروف است.
در حالی که ریش‌تراش جدید بهبود یافته به قیمت ۵ دلار (معادل ۷۶ دلار در سال ۲۰۲۱) فروخته شد (قیمت فروش تیغ قبلی) ریش‌تراش اصلی به نوع قدیمی تغییر نام داد و در بسته‌بندی ارزان‌قیمت به‌عنوان "Brownies" به قیمت ۱ دلار (معادل ۱۵ دلار در سال ۲۰۲۱ فروخته شد). در حالی که برخی از مدل‌های Old Type هنوز در انواع بسته‌بندی با قیمت متوسط ۳٫۵۰ دلار فروخته می‌شدند. از سال ۱۹۱۷ تا ۱۹۲۵، فروش واحد ژیلت ۱۰ برابر شد. این شرکت همچنین بلافاصله پس از جنگ با افتتاح یک کارخانه تولیدی در Slough، در نزدیکی لندن، برای ساخت ریش‌تراش‌های New Improved، و راه‌اندازی ده‌ها دفتر و شرکت تابعه در اروپا و سایر نقاط جهان، فعالیت‌های خود را در خارج از کشور گسترش داد.
ژیلت در پایان دهه ۱۹۲۰ با شکست مواجه شد زیرا رقیب آن AutoStrop از نقض حق اختراع شکایت کرد. این پرونده از دادگاه خارج شد و ژیلت موافقت کرد که AutoStrop را برای ۳۱۰٬۰۰۰ سهم بدون حق رای خریداری کند. با این حال، قبل از این که معامله انجام شود، در یک حسابرسی مشخص شد که Gillette فروش و سود خود را در طول یک دوره پنج ساله ۱۲ میلیون دلار اعلام کرده و اعطای پاداش به مدیران اجرایی خود را براساس این اعداد به دست آورده است. با این حال AutoStrop با این خرید موافقت کرد اما در عوض مقدار زیادی سهام ترجیحی با حقوق رای خواست. این ادغام در ۱۶ اکتبر ۱۹۳۰ اعلام شد و به Henry Gaisman صاحب AutoStrop اجازه اعمال نظر بر ژیلت را می‌داد.

#### دهه ۱۹۳۰ و جنگ دوم جهانی
رکود بزرگ موقعیت ژیلت را در بازار به‌طور قابل‌توجهی تضعیف کرد. این شرکت در دهه ۱۹۲۰ پشت رقبای خود در تکنولوژی ساخت تیغه سقوط کرد و اجازه داد تا محصولاتش بدون کنترل کیفیت به بازار وارد شوند تا انرژی خود را بر روی تولید محصولی جدید بگذارد. Kroman نام محصول جدیدی بود که در ۱۹۳۰ به بازار عرضه شد. در سال ۱۹۳۲ ژیلت از کاهش کیفیت تیغه عذرخواهی کرد، تیغه Kroman را کنار زد و تیغه آبی (که در ابتدا Blue Super Blade نامیده می‌شد) را جایگزین آن کرد. معرفی دیگر ژیلت در طول سال‌های رکود، کرم اصلاح بدون برس و یک ماشین اصلاح الکتریکی بود که به خاطر فروش کم قطع شد.
در سال ۱۹۳۸ ژیلت تیغه نازکی را معرفی کرد که ارزان‌تر و حدود نیمی از وزن تیغه آبی بود، حتی با وجود اینکه ساخت آن تقریباً به همان اندازه هزینه داشت، تیغه نازک به دلیل تقاضای بالای محصولات ارزان‌قیمت و کمبود فولاد کربنی، به مدت چندین سال بیشتر از تیغه آبی در طول جنگ جهانی دوم محبوب شد. از سال ۱۹۳۹ ژیلت پس از اینکه تبلیغاتش در سطح جهانی فروش بیش از دو برابر انتظار شرکت را افزایش داد، شروع به سرمایه‌گذاری قابل توجهی روی تبلیغات در رویدادهای ورزشی کرد. سرانجام حامی یک برنامه رادیویی به نام Gillette Cavalcade of Sports شد که به تلویزیون منتقل شد و بسیار همه گیر شد. در حالی که Cavalcade بسیاری از رویدادهای ورزشی برجسته آن زمان (دربی کنتاکی، بازی‌های فوتبال کالج و بیسبال، در میان دیگران) را پخش کرد ولی به خاطر برنامه‌های حرفه‌ای بوکس مشهور شد.
اگرچه رقابت در بازار داخلی در طول رکود بزرگ به ژیلت ضربه زد، فعالیتهای خارجی به شناور نگه داشتن شرکت کمک کردند. در سال ۱۹۳۵ بیش از نیمی از درآمدهای ژیلت از فعالیت‌های خارجی حاصل شد و در سال ۱۹۳۸ (بدترین سال‌های رکود برای ژیلت، با درصد سهم بازار) تقریباً تمام ۲٫۹ میلیون دلار سود شرکت، از خارج از ایالات‌متحده رسید. کارخانه برزیلی AutoStrop به Gillette اجازه داد تا شروع به گسترش در آمریکای‌لاتین کند. در انگلستان عملیات Gillette و AutoStrop با نام Gillette ترکیب شدند تا جایی که شرکت یک کارخانه تولید تیغه جدید در لندن ساخت. در سال ۱۹۳۷ کارخانه ژیلت برلین ۴۰ درصد از ۹۰۰ میلیون تیغه آلمان را تولید کرد و ۶۵ تا ۷۵ درصد از بازار تیغه آلمان را حفظ کرد.
جنگ جهانی دوم تولید تیغ ژیلت را هم در داخل و هم در سطح بین‌المللی کاهش داد. در نتیجه جنگ بسیاری از بازارها تعطیل شدند، نیروهای آلمانی و ژاپنی تمامی اموال این شرکت را مصادره کردند و کارخانه‌های ژیلت در بوستون و لندن تا حدودی تبدیل به کارخانه تولید سلاح شدند. در سال ۱۹۴۲ هیئت نظارت بر تولید برای جنگ به ژیلت دستور داد تا تمام تولید دسته تیغ و بیش‌ترین تولید تیغ را به ارتش آمریکا اختصاص دهد. تا پایان جنگ ۱۲٫۵ میلیون دسته تیغ و ۱٫۵ میلیارد تیغ برای نظامیان تولید شد. ژیلت همچنین به ارتش آمریکا در اطلاعات نظامی کمک کرد تا کپی دسته و تیغ آلمانی را برای عوامل مخفی در پشت خطوط آلمانی تولید کند تا هویت آن‌ها با تجهیزات اصلاح ژیلت به خطر نیفتد. این شرکت همچنین دسته تیغی ساخت که پول و نقشه‌های فرار را در دسته‌های خود پنهان می‌کرد و تیغه‌های مغناطیسی دو لبه که زندانیان جنگ می‌توانستند از آنها به عنوان قطب‌نما استفاده کنند.

## محصولات قدیمی‌تر

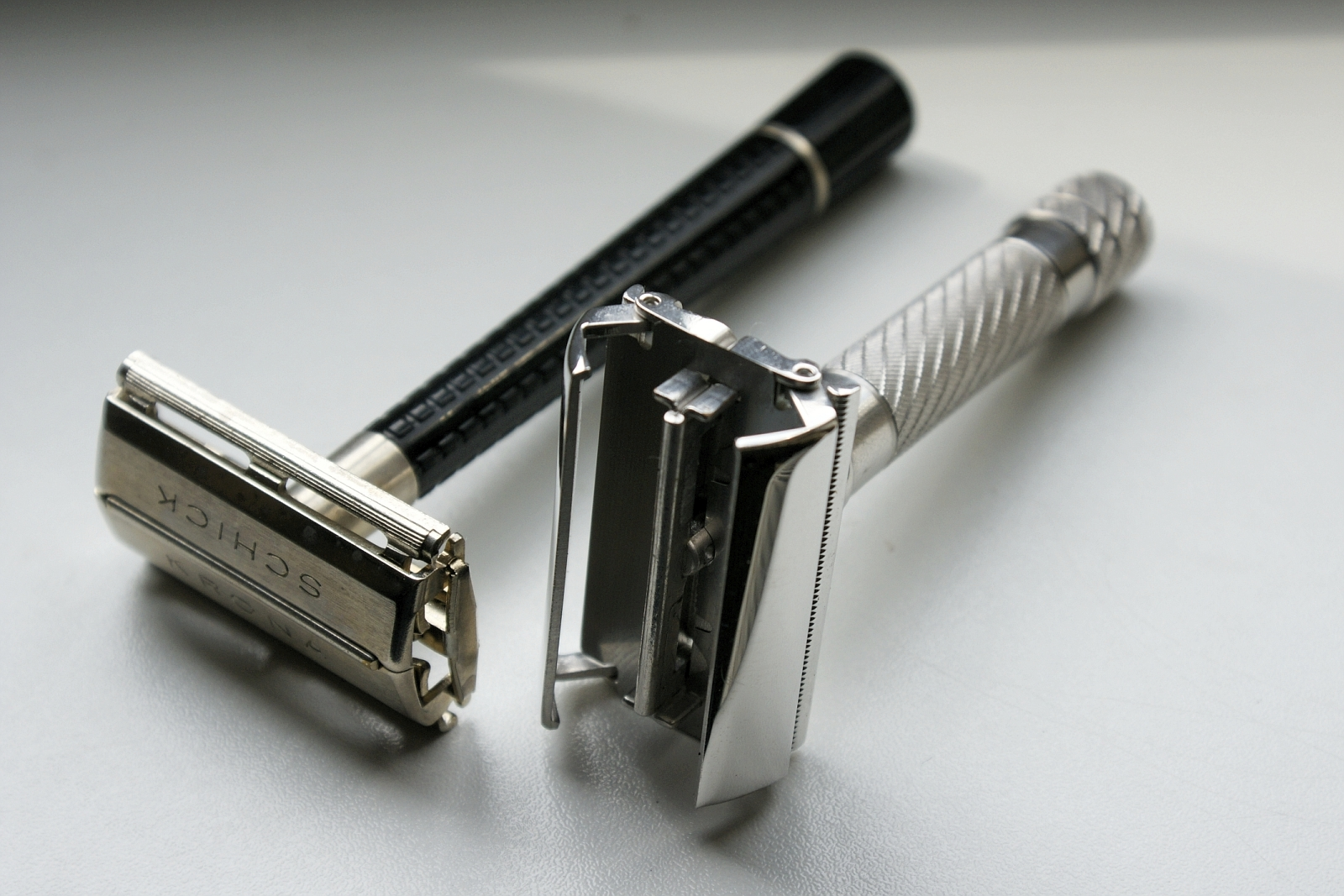
خودتراش ژیلت مدل آریستوکرات که در سمت راست تصویر با دسته نقره‌ای دیده می‌شود

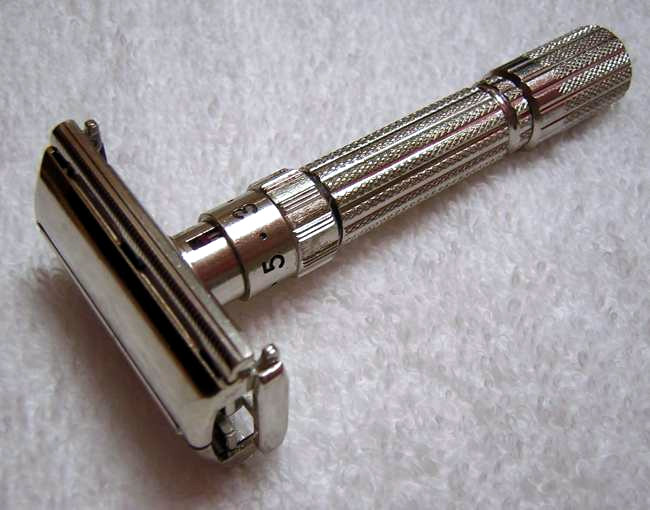
خودتراش قابل تنظیم ژیلت، تولید ۱۹۶۱

اولین تیغ خودتراش ژیلت که از تیغ یکبار مصرف استفاده می‌کرد در سال ۱۹۰۳ معرفی شد. در سال ۱۹۳۴ ژیلت مدل جدیدی با نام «آریستوکرات» (به انگلیسی: Aristocrat)، به معنی اشرافی، را ارائه کرد که سر تیغ از دسته قابل جدا شدن بود. پس از آن در سال ۱۹۴۷ مدل «سوپر اسپید» (به انگلیسی: Super Speed)، به معنی سرعت فوق‌العاده، را برای تیغ خودتراش معرفی کرد. این مدل در سال ۱۹۵۴ با معرفی مدل‌های دیگری که قادر بودند با دقت و کیفیت بیشتری اصلاح کنند، به‌روز شد. درجه‌بندی دقت این مدل‌ها با رنگ انتهای دسته مشخص می‌شد.
در سال ۱۹۵۸ اولین خودتراش قابل تنظیم تولید شد. این خودتراش امکان تنظیم تیغه را جهت اصلاح بهتر فراهم می‌کرد. تولید این مدل تا سال ۱۹۸۶ ادامه یافت. مدل «سرعت فوق‌العاده» در سال ۱۹۶۶ طراحی مجدد شد و رزین مشکی روی دسته فلزی آن را پوشش داد که تولید این مدل نیز تا سال ۱۹۸۶ ادامه یافت. مدل دیگری به‌نام «نک» (به انگلیسی: Knack)، به معنی استعداد، که دسته پلاستیکی بلندتری داشت از سال ۱۹۶۶ تا ۱۹۷۶ تولید می‌شد.

## محصولات جدیدتر
- ترک۲ (به انگلیسی: Trac II) اولین مدل خودتراش دوتیغه ژیلت بود که در سال ۱۹۷۱ ارائه شد. ژیلت ادعا کرد تیغ دوم سرعت اصلاح را افزایش و سوزش صورت را کاهش داده است. مدل اروپایی این مدل به‌نام GII معروف بود.

ترک۲ پلاس (به انگلیسی: Trac II Plus) مدل بعدی ژیلت بود که از نوار روان‌کننده در بالای تیغه‌ها استفاده کرده بود. مدل اروپایی این مدل به‌نام GII Plus معروف بود.

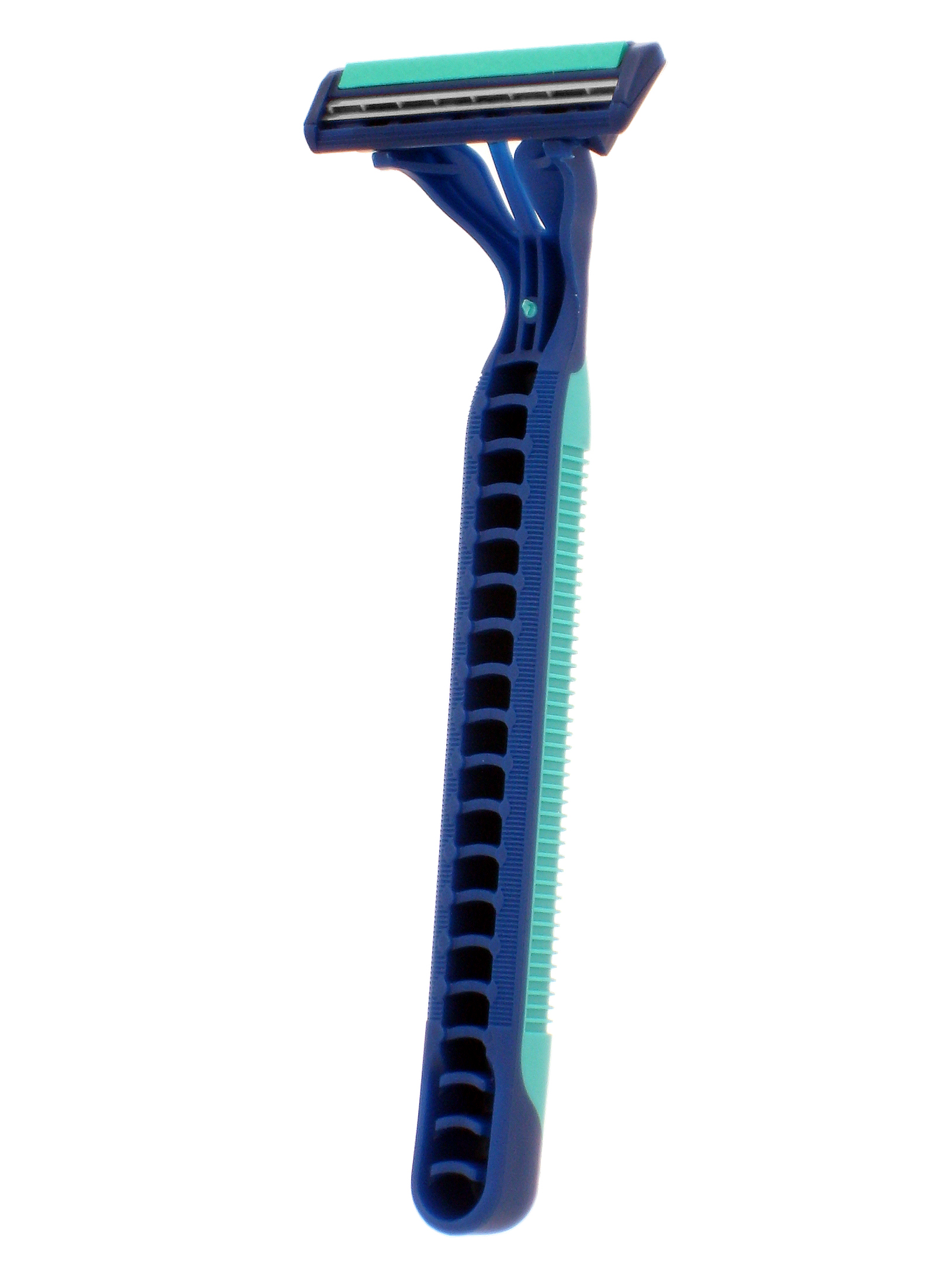
خودتراش یکبار مصرف ژیلت مدل Blue II

- گود نیوز! (به انگلیسی: !Good News) اولین مدل خودتراش‌های یکبارمصرف دو تیغه‌ای بود که در سال ۱۹۷۶ ارائه شد. این مدل در سه نام اوریژینال (به انگلیسی: original)، گود نیوز! پلاس (به انگلیسی: Good News! Plus) و گودنیوز! پاوت پلاس (به انگلیسی: Good News! Pivot Plus) معرفی شد.
- آترا (به انگلیسی: Atra) مدل بعدی خودتراش ژیلت بود که در سال ۱۹۷۷ و با سر محوری برای اصلاح بهتر گردن معرفی شد.

آترا پلاس (به انگلیسی: Atra Plus) با نوار روان‌کننده در بالای تیغ‌ها ارائه شد.

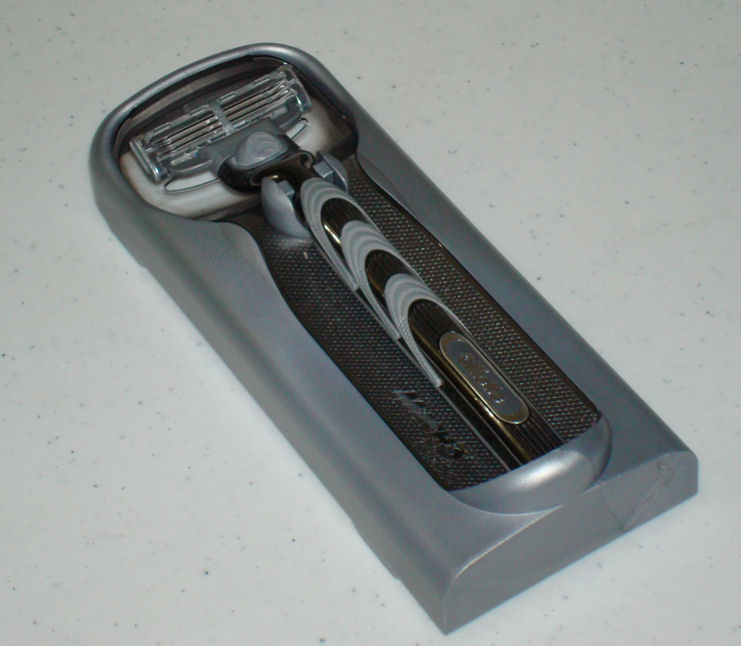
خودتراش ژیلت مدل مچ‌تری

- ژیلت سنسور (به انگلیسی: Gillette Sensor) که در سال ۱۹۹۰ معرفی شد اولین خودتراش دارای تیغه‌هایی با قابلیت فنری بود. ژیلت ادعا کرد این نوع تیغه از بریده شدن پوست هنگام اصلاح جلوگیری می‌کند. مدل زنانه این مدل نیز با نام Sensor for Women با تیغه‌ای با پهنای بیشتر ارائه شد.

سنسور اکسل (به انگلیسی: Sensor Excel) مدل بعدی خودتراش ژیلت بود که در سال ۱۹۹۵ و با تعبیه لاستیکی شکاف‌دار بر روی سر تیغ ارائه شد. جیلت ادعا کرد این کار باعث بلند کردن موی صورت و انجام اصلاحی بهتر می‌شود.
- بلو II (به انگلیسی: Blue II) مدل دیگری از خودتراش‌های دو تیغه یک‌بارمصرف بود.
- مچ‌تری (به انگلیسی: Mach۳)، اولین خودتراش سه تیغه بود که در سال ۱۹۹۸ معرفی شد. ژیلت ادعا کرد این مدل زمان اصلاح را کاهش داده و همچنین در این مدل قابلیت فنری و انعطاف‌پذیری سر تیغه افزایش یافته است. در این مدل از نوار روان‌کننده آبی رنگ در بالای تیغه‌ها استفاده شده بود که پس از مدتی از بین می‌فت و نشانه‌ای برای زمان تعویض تیغه بشمار می‌رفت.

مچ‌تری یکبار مصرف (Mach3 disposable)، نیز از مدل‌های سری مچ‌تری بود که به بازار عرضه شد.
مچ‌تری توربو (به انگلیسی: Mach3 Turbo)، مدل دیگری از سری مچ‌تری بود که در آن ۱۰ میکروفین کارگذاشته شده بود و دسته جدید داشت. همچنین جیلت ادعا کرد که در این مدل از روان‌ننده بهتر و تیغه‌های ضد اصطکاک استفاده شده است.
مچ‌تری توربو چمپیون (به انگلیسی: Mach3 Turbo Champion)، مدل دیگری از سری مچ‌تری بود که طراحی دسته آن کمی متفاوت بود.
مچ‌تری پاور (به انگلیسی: Mach3Power)، مدل پیشرفته مچ‌تری توربو بود که قابلیت استفاده از باتری برای حرکت تیغه‌ها را داشت. این مدل بدون باتری نیز کار می‌کرد. روان‌کننده و میکروفین‌ها در این مدل مشابه مدل توربو بود ولی تیغه‌های این مدل با مدل نوربو متفاوت بود و جیلت ادعا کرد از پوشش جدیدی به‌نام پاور گلاید (به انگلیسی: PowerGlide) در روی تیغه‌ها استفاده کرده است.
- ونوس (به انگلیسی: Venus)، مدل زنانه خودتراش‌های مچ‌تری بود که به بازار عرضه شد. امکان استفاده تیغه مچ‌تری با دسته مدل ونوس وجود داشت و به‌عکس.

ونوس دیواین (به انگلیسی: Venus Divine)، مدل زنانه خودتراش‌های مچ‌تری توربو بود.
ونوس وایبرنس (به انگلیسی: Venus Vibrance)، مدل زنانه خودتراش‌های مچ‌تری پاور بود.
ونوس امبریس (به انگلیسی: Venus Embrace)، خودتراش پنج تیغه مدل زنانه بود که در اطراف تیغه‌ها نوار مرطوب‌کننده قرار داشت.
ونوس بریز (به انگلیسی: Venus Breeze)، خودتراش سه‌تیغه مدل زنانه بود که در سر آن میله ژل اصلاح وجود داشت.
ونوس اسپا بریز (به انگلیسی: Venus Spa Breeze)، مشابه مدل ونوس بریز بود که میله ژل آن حاوی عطر چای سفید بود.

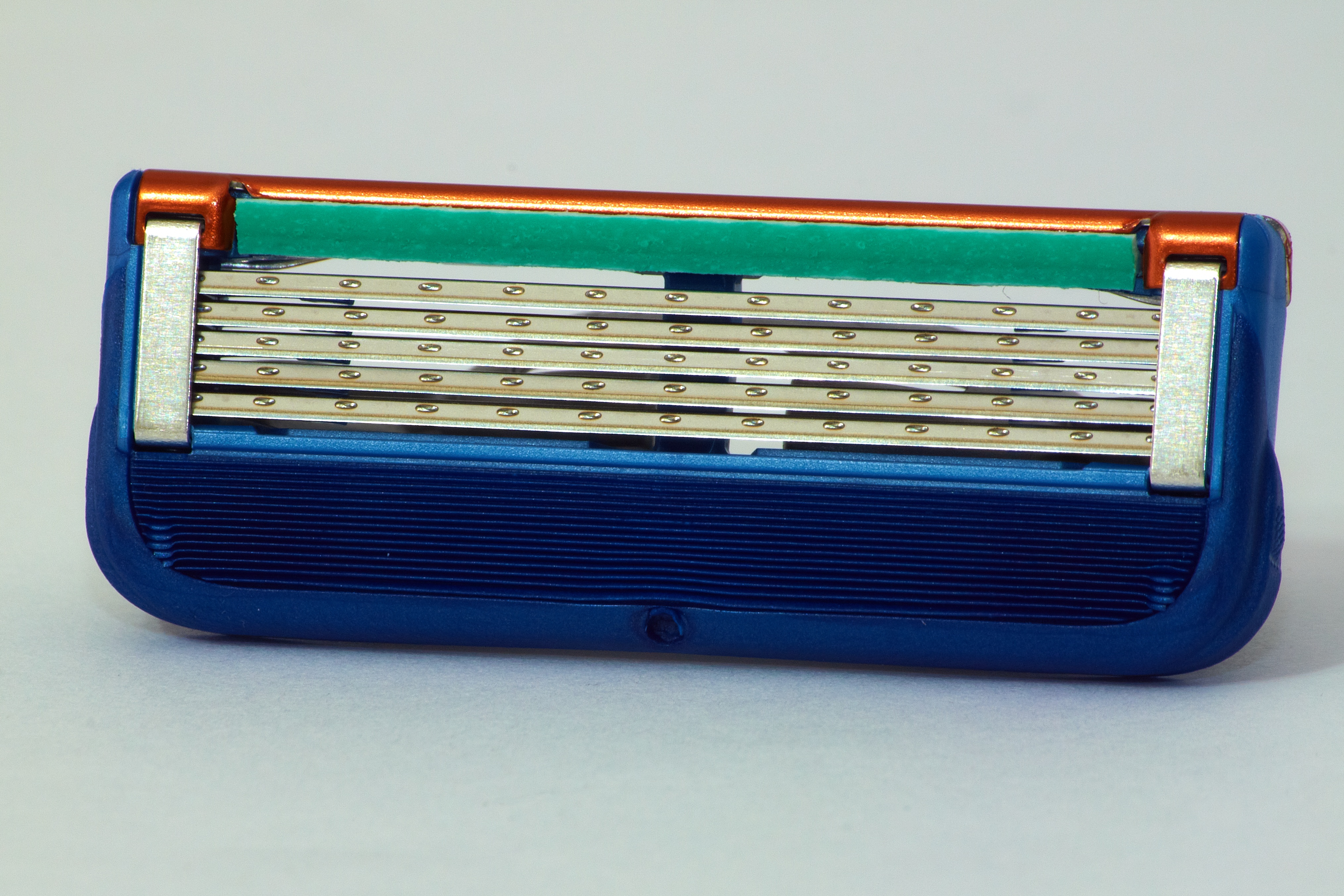
تیغه قابل تعویض خودتراش مدل فیوژن

ونوس پرو اسکین مویسچر ریچ (به انگلیسی: Venus ProSkin MoistureRich)، مدل کامل شده خودتراش ونوس بریز بود که در ژانویه ۲۰۱۱ معرفی شد. در این مدل میله ژل اصلاح با ترکیب سه‌گانه مرطوب‌کننده‌های بادی باتر (به انگلیسی: body butter) تقویت شده بود.
- بلو ۳ (به انگلیسی: Blue ۳) خودتراش‌های سه تیغه یک‌بارمصرف بود.
- سنسور ۳ (به انگلیسی: Sensor 3) مدل دیگری از خودتراش‌های سه تیغه یک‌بارمصرف بود که نسبت به بلو ۳ گران‌تر بود.
- ژیلت فیوژن (به انگلیسی: Gillette Fusion)، خودتراش‌های پنج تیغه‌ای بودند که در سال ۲۰۰۶ معرفی شدند.

ژیلت فیوژن پاور (به انگلیسی: Gillette Fusion Power)، مدل موتوردار ژیلت فیوژن بود که با باتری کار می‌کرد. جیلت ادعا کرد در این مدل لغزش تیغ روی صورت آسان‌تر شده است.
فیوژن پاور فانتوم (به انگلیسی: Fusion Power Phantom)، در سال ۲۰۰۷ ارائه شد و در آن طراحی دسته تغییر کرده بود و رنگ آن کمی تیره‌تر شده بود.
فیوژن پاور فنوم (به انگلیسی: Fusion Power Phenom)، در سال ۲۰۰۸ ارائه شد و دسته آن به رنگ آبی و نقره‌ای طراحی شده بود.
فیوژن پرو گلاید (به انگلیسی: Fusion ProGlide) و فیوژن پرو گلاید پاور (به انگلیسی: Fusion ProGlide Power) در ۶ ژوئن ۲۰۱۰ در آمریکای شمالی عرضه شدند. ژیلت ادعا کرد تیغه‌ها مهندسی مجدد شده‌اند و نازک‌تر از مدل فیوژن هستند. همچنین تیغه‌ها با پوششی با مقاومت کم ساخته شده بودند تا بتوانند به‌راحتی در میان مو بلغزند.
فیوژن پاور گیمر (به انگلیسی: Fusion Power Gamer)، نیز مدل دیگری از سری فیوژن است.

## انتقادات

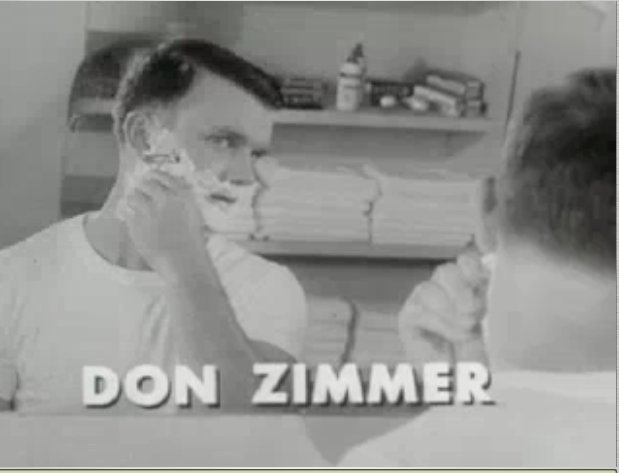
دان زیمر در تبلیغ ژیلت در دهه پنجاه میلادی

ادعاهای ژیلت در مورد کارایی محصولاتش همواره مورد بحث بوده است. در سال ۲۰۰۵ دادگاه منطقه‌ای کنتیکت، ادعاهای مطرح شده در تبلیغ خودتراش مچ‌تری پاور را «بی‌اساس و نادرست» و «اغراق‌آمیز» دانست. همچنین روزنامه دیلی‌میل ادعا کرد قیمت تولید تیغ‌های فیوژن تنها ۰٬۰۵ پوند است درحالی‌که در بازار ۲٬۴۳ پوند فروخته می‌شود.

## ارزش نام تجاری
در سال ۱۹۹۹ ژیلت به‌عنوان یک شرکت، ارزشی معادل ۴۳ میلیارد دلار آمریکا را داشت، که از این میزان، در حدود ۱۶ میلیارد دلار آن، یعنی در حدود ۳۷٪ درصد، تنها ارزش نام تجاری ژیلت بود.